# X Publishing
X Publishing var ett svenskt crossover-bokförlag startat av Hanna Larsson och Ada Wester 2007, som gav ut litteratur för unga vuxna. X Publishing gav ut böcker av bland andra Martin Jern, Ester Roxberg, Felicia Stenroth, Isabella Nilsson, Ylva Karlsson och Katarina Kuick samt David Levithan, Meg Rosoff, Melina Marchetta och Carol Rifka Brunt. Boken Skriv om och om igen (Karlsson/Kuick) mottog Augustpriset 2009 i barn- och ungdomskategorin.